# Bröderna Daltons första fall
Bröderna Daltons första fall (Les cousins Dalton) är ett Lucky Luke-album från 1958. Det är det 12:e albumet i ordningen, och har nummer 30 i den svenska utgivningen.

## Handling
Bröderna Dalton i Arizona söker hämnd på Lucky Luke, som stoppat deras kusiner.

## Bild och text
På slutsidorna i den svenskspråkiga versionen visas en svartvit målning, och en text om verklighetens Bröderna Dalton.

## Svensk utgivning
- Morris; Goscinny, René, (översättare: Kåre Persson) (1978). Bröderna Daltons första fall. Lucky Lukes äventyr: 30. Stockholm: Albert Bonniers förlag. Libris 7145531. ISBN 91-0-042318-1
- I Lucky Luke – Den kompletta samlingen ingår albumet i "Lucky Luke 1957–1958". Libris 9337874. ISBN 91-7269-422-X
- Den svenska utgåvan trycktes även som nummer 66 i Tintins äventyrsklubb (1989). Libris 7674086. ISBN 91-7904-253-8